# Theta Indi
Désignations
Theta Indi (en abrégé θ Ind) est une étoile multiple, de la constellation australe de l'Indien. Elle est visible à l'œil nu avec une magnitude apparente combinée de 4,39. D'après la mesure de leurs parallaxes annuelles par le satellite Gaia, ses étoiles sont distantes de 98-99 années-lumière de la Terre,.

## Description

### Theta Indi A
Sa composante primaire, désignée Theta Indi A, est une étoile blanche de type spectral A5IV-V, avec la classe de luminosité « IV-V » qui indique que son spectre présente des caractéristiques intermédiaires entre une étoile sous-géante et une étoile encore sur la séquence principale. Sa magnitude apparente est de 4,48. Elle est 1,75 fois plus massive que le Soleil et son âge est estimé à 150 millions d'années. L'étoile tourne rapidement sur elle-même, à une vitesse de rotation projetée de 135 km/s. Son rayon est 1,61 fois plus grand que le rayon solaire et sa température de surface est de 8 332 K.
Le satellite TESS a mis en évidence que Theta Indi A est une étoile variable. Il s'agit à fois d'une variable de type δ Scuti et d'une variable par rotation.
En 2012, on lui a détecté un compagnon proche à l'aide du VLTI. Une étude antérieure utilisant l'instrument HARPS avait pourtant montré que la vitesse radiale de l'étoile était constante. Pour résoudre cette contradiction apparente, l'équipe qui a découvert le compagnon a suggéré que son orbite serait vue de face, rendant sa détection par la méthode des vitesses radiales plus difficile. Avec une orbite circulaire, sa période serait autour de 1,3 an. Cependant, Tokovinine et al. (2024) n'ont pas été en mesure de détecter de nouveau ce compagnon et argumentent qu'il n'existe probablement pas,.

### Theta Indi B
La composante secondaire, Theta Indi B, est une naine jaune de type spectral G0V et de magnitude 6,87. En 2016, elle était située à une distance angulaire de 7,3 secondes d'arc et à un angle de position de 269° de Theta Indi A. Elle possède elle-même un faible compagnon, résolu pour la première fois en 2023 par interférométrie des tavelures, mais sa présence avait déjà été remarquée par astrométrie. Ce sous-système binaire possède une période orbitale de 26,6 ans et ses deux étoiles, désignées Theta Indi Ba et Bb, sont 108 % et 54 % aussi massives que le Soleil, respectivement.